# Apretura
Apretura  je dokončna obdelava tkanin, pa tudi usnja in papirja zaradi boljšega videza, posebne strukture površine, leska ali boljše kakovosti.
Razlikovati je treba med kemično in mehansko apreturo. Danes uporabljajo za apreturo toploto, paro in kemična sredstva.